# 吉野 (防護巡洋艦)
吉野（よしの）は、日本海軍の巡洋艦（二等巡洋艦）。
吉野型防護巡洋艦の1番艦である。設計はフィリップ・ワッツが手掛けた。艦名は奈良県の吉野山に由来する。
日清戦争で活躍。
日露戦争に従事中の1904年（明治37年）5月15日、味方艦「春日」と衝突して沈没。

## 概要
完成当時、世界最速の軍艦だった。
日本海軍において初めて無煙火薬の導入と測距儀（バー・アンド・ストラウド社製（海軍呼称:武式）1.5メートル測距儀）を搭載した艦であった。

## 艦型

### 製造要領
製造契約時の要領は以下の通り。
- 垂線間長:360 ft (109.728 m)
- 最大幅:46 ft (14.021 m)

46ft
- 深さ:31 ft 6 in (9.601 m)(キール上部から甲板舷側まで)
- 平均吃水:17 ft (5.182 m)
- 排水量:約3,900英トン
- 兵装
  - 6インチ速射砲4門(艦首1門、艦尾に1門、船首楼後端の両舷に各1門)
  - 4.7インチ速射砲8門(上甲板に配置、艦尾に2門)
  - 3ポンド速射砲23門(前後檣楼に各2門、艦橋上に1門、船首楼下の上甲板に2門、船尾楼下の上甲板に2門、釣床入れの上に片舷4門ずつ、中甲板に6門)
  - 魚雷発射管6門(艦首と艦尾に各1門、機関室前後の中甲板に2門ずつ)
- 装甲
  - 防御甲板水平部は水線上12 in (0.305 m)、傾斜部は水線下4 ft (1.219 m)の位置
  - 機関と火薬庫の傾斜部厚さ3+1⁄2 in (88.9 mm)から4+1⁄2 in (114.3 mm)
  - 平坦部両端の厚さ1+3⁄4 in (44.5 mm)
- 石炭庫容積:約1,000英トン
- 速力:強圧通風22.5ノット[19]

### 兵装
砲は全て防盾付きで上甲板に置かれており、アームストロング 40口径15.2cm単装速射砲は司令塔の前に1基、司令塔両脇の船橋の横に片舷1基ずつ両舷で2基、艦後部に1基。アームストロング 40口径12cm単装速射砲は片舷4基ずつ両舷で8基。片舷に5基並んでいる砲の内、先頭が15.2cm砲である。

## 艦歴

### 建造
1892年（明治25年）3月1日、起工。
8月30日、「吉野」と命名される。
12月20日、進水。
1893年（明治26年）
7月11日と18日の2日間、公試運転を行った。
竣工期日は10月8日だったが、9月に入り注文した魚雷発射管の製造が期日に間に合わないことが判明、9月30日に発射管を未搭載のまま引渡し、発射管はプリマスで取り付けてポートランドで試験を行うことにした。
9月30日引渡
(竣工)。
午前9時45分にアームストロング社代理造船部長ワット、造船掛ブラック、機関掛サンジソンと山木監督官、松尾監督官が乗艦、9時55分に総員が正装で甲板に整列、10時に時鐘を鳴らして軍艦旗を掲揚、天皇礼式を吹奏し、衛兵隊が捧銃を行った。
吹奏終了後に艦を受領したことを総員に伝えて解散、その後、士官以上の乗員は士官室でアームストロング社社員と祝杯をあげた。
10月5日に魚雷発射管工事が完成した。

### 回航
1893年11月26日に日本へ向けイギリスを出港した。
この時は後に艦長となる河原要一とともに回航委員として秋山真之も同行した。
1894年(明治27年)1月28日コロンボ着、
2月8日シンガポール着、
3月6日呉軍港に到着、「吉野」は軍艦吉野回航委員長から艦長へ引き渡された。
「吉野」はその後神戸港に寄港、神戸市民の歓迎を受けた。

### 日清戦争
日清戦争においては、第一遊撃隊（司令官坪井航三少将）の旗艦であった（吉野艦長河原要一大佐）。
1894年7月25日の豊島沖海戦や9月17日に起きた黄海海戦で活躍。『吉野桜に武士の姿』と謳われたという。

### 1898年
1898年（明治31年）3月21日、日本海軍は海軍軍艦及び水雷艇類別標準を制定し、3,500トン以上7,000トン未満の巡洋艦を「二等巡洋艦」と定義。該当する9隻（浪速、高千穂、厳島、松島、橋立、吉野、高砂、笠置、千歳）が二等巡洋艦に類別された。

### 1903年
1903年（明治36年）4月、神戸沖で挙行された大演習観艦式に参列、第二列に配置された。12月28日、常備艦隊が解隊され、戦艦を中心とする第一艦隊（司令長官:東郷平八郎海軍中将、旗艦:戦艦三笠）と巡洋艦が主体の第二艦隊（司令長官:上村彦之丞海軍中将、旗艦:装甲巡洋艦出雲）が設置される。第一・第二艦隊で連合艦隊（司令長官:東郷中将）を構成した。吉野は第一艦隊隷下の第三戦隊（司令官:出羽重遠海軍少将、防護巡洋艦《千歳・笠置・吉野・高砂》）に配属される。

### 日露戦争
日露戦争においては、第三戦隊所属艦として旅順口攻撃（旅順港閉塞作戦）に従事し、任務を終えて旅順沖から裏長山列島へ向かう途中の1904年（明治37年）5月15日午前1時40分、千歳（出羽少将旗艦）・吉野・春日・八雲・富士という編制の日本艦隊は濃霧に遭遇し、「春日」が「吉野」左舷後部に衝突する。
本艦は吉野艦長佐伯誾大佐以下三百余名（将校31名、下士官以下286名、他）を乗せたまま沈没した。戦死者319名、生存者約90名（計104名）。
同日には戦艦2隻（初瀬、八島）も機雷により沈没、5月15日は日本海軍厄災の日となった。
1905年（明治38年）6月15日、「吉野」および「高砂」等は軍艦籍および艦艇類別等級表（軍艦及び水雷艇類別等級表）より除籍された。

## 艦長
※『日本海軍史』第9巻・第10巻の「将官履歴」及び『官報』に基づく。
回航委員長
- 河原要一 大佐:1893年5月20日 - 1893年6月7日

艦長
- 河原要一 大佐:1893年6月7日 - 1895年6月4日
- 諸岡頼之 大佐:1895年6月4日 - 1896年11月26日
- 島崎好忠 大佐:1896年11月26日 - 1897年12月1日
- 植村永孚 大佐:1897年12月1日 - 1898年6月13日
- 丹治寛雄 大佐:1898年6月13日 - 1899年6月17日
- 大井上久麿 大佐:1899年6月17日 - 1900年2月13日
- 酒井忠利 大佐:1900年2月13日 - 1901年1月21日
- 寺垣猪三 大佐:1901年2月4日 - 1901年3月13日
- 松本有信 大佐:1901年4月23日 - 1902年4月22日
- 佐伯誾 大佐:1903年4月12日 - 1904年5月15日戦死

## 公試成績
| 実施日        | 種類       | 排水量 | 回転数    | 出力 | 速力         | 場所 | 備考     | 出典   |
| ------------- | ---------- | ------ | --------- | ---- | ------------ | ---- | -------- | ------ |
| 1893年7月11日 | 竣工時公試 |        |           |      | 23.03ノット  |      | 強圧通風 | [ 43 ] |
| 1893年7月18日 | 竣工時公試 |        | 40rpm余り |      | 21.614ノット |      | 自然通風 | [ 44 ] |

## 同型艦
- 高砂